# Augustus D. Juilliard
Pour les articles homonymes, voir Juillard.
Augustus D. Juilliard, né en mer le 19 avril 1836 et mort le 25 avril 1919 à New York (États-Unis), est un homme d'affaires américain et philanthrope. Sa fondation a permis en 1924 la création de la Juilliard School, conservatoire de danse, de musique et de théâtre à New York.

## Biographie
Juilliard est né en mer de parents immigrants bourguignons et huguenots en route vers les États-Unis. Augustus grandit en Ohio avant de rejoindre New York en 1866 pour y travailler dans une filature de laine peignée. Après la banqueroute de l'usine en 1873, Augustus Juilliard crée sa propre société de distribution de textiles et en 1874 il créa ses propres usines de production. Ses affaires prospèrent et il s'enrichit en investissant dans la banque, les chemins de fer et les assurances. 
Mécène du Metropolitan Museum of Art et du American Museum of Natural History, il devient President du Metropolitan Opera de 1892 jusqu'à sa mort. En 1905 il créa la « Juillard Musical Fondation », doté d'un capital de plus de 12 millions de dollars. 